# Il corsaro
Personnages
- Corrado, capitaine des corsaires (ténor)
- Medora, sa jeune amante (soprano)
- Seid, pacha de Coron (baryton)
- Gulnara, son esclave préférée (soprano)
- Selimo, lieutenant de Seid (ténor)
- Giovanni, corsaire (basse)
- Un eunuque (ténor)
- Un esclave (ténor)
- Corsaires, gardes, Turcs, esclaves, odalisques, servantes de Medora (chœurs)

Airs
- « Sì, di corsari il fulmine » - Corrado, acte I, scène 1
- « Tutto parea sorridere » - Corrado, acte I, scène 1
- « Non so le tetre immagini » - Medora, acte I, scène 2
- « Ah conforto è sol la speme » - Gulnara, acte II,scène 1
- « Vola talor dal carcere » - Gulnara, acte II, scène 1
- « Salve, Allah! tutta quanta » - Seid, acte II, scène 2
- « Cento leggiadre vergini » - Seid, acte III, scène 1
- « Il fiero corsaro è mio prigione! » - Seid, acte III,scène 1
- « S'avvincina il tuo momento » - Seid, acte III, scène 1
- « Eccomi prigioniero! » - Corrado, acte III, scène 2
- « Oh mio Corrado appressati » - Medora et trio final, acte III, scène 3

Il corsaro est un drame lyrique (« melodramma tragico ») en trois actes de Giuseppe Verdi, sur un livret de Francesco Maria Piave, tiré du poème de Lord Byron The Corsair, et créé au Teatro Grande de Trieste le 25 octobre 1848. 

## Genèse
Le projet d'un opéra tiré du Corsair de Byron apparaît dans une lettre du 6 juin 1843 au comte Mocenigo par laquelle Verdi suggère le sujet, en même temps que celui de Re Lear, pour la Fenice, où sera finalement monté Ernani. Le compositeur propose alors Il corsaro à l'éditeur Lucca pour honorer le contrat signé en 1845 qui prévoit que l'une des trois œuvres qu'il s'est engagé à écrire doit être créée à Londres. Il en commande le livret à Francesco Maria Piave et, enthousiaste, en commence la composition dès l'été 1846. 
Puis il change d'avis, choisit I masnadieri pour Her Majesty's Theatre et se consacre à l'écriture de son Macbeth et au remaniement des Lombardi pour Paris. Nourrissant une véritable passion pour Schiller et surtout pour Shakespeare, il se désintéresse d'Il corsaro qu'il termine malgré tout, en deux mois, à Paris, durant l'hiver 1847-1848, pour se débarrasser de son contrat avec Lucca et parce que, après tout, Piave a été payé. D'autres raisons de ce revirement sont évoquées dans la correspondance de Verdi avec Piave, Lucca ou  Benjamin Lumley, l'impresario londonien, mais, embrouillées dans la mauvaise foi dont était capable le maestro, restent assez confuses. Pour Roland Mancini, la relation nouvelle avec Giuseppina Strepponi n'y serait en outre pas étrangère.
Quoi qu'il en soit, le 12 février 1848, Verdi fait parvenir sa musique à Lucca par l'intermédiaire d'Emanuele Muzio, laissant carte blanche à l'éditeur quant aux conditions de la création, sans omettre toutefois de réclamer le paiement de ses 1 200 napoléons.

## Création
Désaffection pour son œuvre, retard pris dans La battaglia di Legnano, priorité accordée à sa vie privée, toujours est-il que Verdi ne se déplace pas à Trieste pour la première. Muzio, en exil en Suisse après les cinque giornate, ne pouvant assurer la direction comme prévu est remplacé par Luigi Ricci, maestro al cembalo du Teatro Grande, pendant que Lucca engage pour les premiers rôles trois des chanteurs favoris de Verdi et parmi les meilleurs de la scène européenne.

### Distribution de la création
- Corrado, capitaine des corsaires : Gaetano Fraschini (ténor) [1]
- Medora, sa jeune amante : Carolina Rapazzini (soprano)
- Seid, pacha de Corone : Achille De Bassini (baryton)
- Gulnara, son esclave préférée : Marianna Barbieri-Nini (soprano)
- Selimo, lieutenant de Seid : Giovanni Petrovich  (ténor)
- Giovanni, corsaire : Giovanni Volpini (basse)
- Un eunuque : Francesco Cucchiari (ténor)
- Un esclave : Stefano Albanassich (ténor)
- Orchestre et chœurs du Teatro Grande de Trieste
- Maestro al cembalo : Luigi Ricci
- Premier violon et directeur d’orchestre : Giuseppe Alessandro Scaramelli
- Chef de chœur : Francesco Desirò
- Décors : Pietro Pupilli
- Costumes : Damore

## Représentations successives
Il corsaro ne connaît que de rares reprises : 
- 1852 : Teatro Carcano (Milan)[5], Modène[6], Teatro Regio (Turin) ;
- 1854 : La Fenice (Venise), Teatro San Carlo (Naples) ;

après lesquelles il disparaît du répertoire jusqu'en 1954 où il est donné à Venise en version de concert par Carlo Bergonzi (dir. Tullio Serafin) puis en version scénique en 1963 avant d'être donné pour la première fois hors d'Italie en 1966 à Londres (St Pancras).

## Réception
Malgré le caractère exemplaire de la distribution, la première d'Il corsaro au Teatro Grande  de Trieste est un échec total. L'opéra est retiré de l'affiche après trois représentations et remplacé par Macbeth.

## Argument
L'action se déroule sur une île grecque de la mer Égée et dans la ville turque de Coron au début du XIXe siècle.

## Commentaires
Il corsaro n'est pas pour Verdi la première approche de l'œuvre de Lord Byron : il avait déjà emprunté le sujet des Due Foscari au poète anglais. En revanche la méthode de composition est bien une première : il n'a jusque-là jamais écrit de musique sur un livret terminé ; et c'est ce qui se passe ici : il compose d'un trait, sans même se relire, et l'on retrouve ainsi quelques erreurs dans la partition.
Autre nouveauté par rapport à ses précédents opéras « risorgimentaux » : l'apparition d'une situation contemporaine et non sa transposition dans l'histoire plus ou moins antique, et le recentrage de l'histoire d'amour sur la sphère privée, intimiste et non plus portée par l'allégorie de l'Histoire. À ce titre, Roland Mancini se dit tenté par la comparaison entre la situation de Verdi et celle du corsaire déjà « oublieux de la délicate jeune fille qui l'aima, soudain pris en main par une femme d'une autre trempe. »

### Sources et bibliographie
- Istituto di studi verdiani
- Patrick Favre-Tissot-Bonvoisin, " Giuseppe VERDI ", Bleu Nuit Éditeur, Paris, 2013.  (ISBN 978-2-35884-022-4)
- Roland Mancini, Il corsaro dans Guide des opéras de Verdi, Jean Cabourg, directeur de la publication Fayard, collection Les indispensables de la musique, Paris, 1990, pp. 262-293  (ISBN 2-213-02409-X)
- Harewood, Il corsaro, dans Tout l'opéra, de Monteverdi à nos jours (Kobbé), Robert Laffont, Collection Bouquins, 1993, pp. 377-378  (ISBN 2-221-07131-X)
- Piotr Kaminski, Il corsaro dans Mille et un opéras, Fayard, collection Les indispensables de la musique, Paris, 2004, pp. 1588-1589  (ISBN 978-2-213-60017-8)